# Antonio Baldi
Pour les articles homonymes, voir Baldi.
Antonio Baldi, né vers 1692 à Cava de' Tirreni en Campanie et mort en 1773, est un peintre et graveur italien du XVIIIe siècle.

## Biographie
Antonio Baldi est un peintre et graveur italien de la fin de la période baroque. Il s'est formé auprès de Francesco Solimena et a appris la gravure auprès de Andreas Magliar (ca. 1690-). Il a résidé principalement à Naples.